# Néologie
La néologie est une discipline lexicologique qui étudie la création d'unités émergentes au sein du lexique général et, par extension, des procédés de formation eux-mêmes. Elle peut aussi concerner l'étude de l'implantation et de la diffusion de ces nouvelles unités appelées néologismes. Par opposition à celle-ci, on appelle nécrologie l'étude des unités qui disparaissent du lexique.
Le terme néonymie désigne généralement le sous-champ de la néologie terminologique.

## Assises théoriques
Selon la chercheuse en langue et linguistique Silvia Domenica Zollo, « le processus lexicogenétique (Sablayrolles 2000, 2008, 2019) est influencé par un certain nombre de facteurs généraux qui, suivant les assises théoriques de la néologie terminologique (Humbley 2018), peuvent être classés dans les trois dimensions suivantes : (1) dimension cognitive (classification des connaissances, formation de concepts, etc.) ; (2) dimension linguistique (principes régissant le lien entre le concept et l’unité lexicale, mécanismes linguistiques qui établissent les schémas de formation lexicale et/ou terminologique,etc.) ; (3) dimension discursive (situation de communication, typologie d’espace discursif, caractéristiques pragmatiques, etc.) ».
Suivant le professeur en ingénierie linguistique (en) Juan Carlos Sager (1990), « on peut distinguer deux catégories très générales de processus de formation de mots et/ou de termes, selon le statut de l’entité conceptuelle impliquée : (a) la création primaire, lorsque l’apparition d’une néoformation lexicale accompagne la délimitation du concept ; (b) la création secondaire, lorsqu’une nouvelle forme lexicale est associée à un concept déjà existant, ce qui peut avoir lieu soit à la suite d’une modification de l’item lexical par une communauté linguistique, soit à la suite d’une relexicalisation d’un terme résultant de la délimitation d’une autre entité conceptuelle dans le même domaine ».

## Processus lexicogénétiques
« Une langue qui ne connaîtrait aucune forme de néologie serait déjà une langue morte, et l'on ne saurait contester que l'histoire de toutes nos langues n'est, en somme, que l'histoire de leur néologie. »

— Bernard Quemada, 1971
Les processus lexicogénétiques peuvent être classés en trois grandes catégories selon que la nouveauté lexicale qu'ils engendrent concerne à la fois le signifiant et le signifié (processus de néologie morpho-sémantique), le signifié (processus de néologie sémantique), ou seulement le signifiant (processus de néologie morphologique).

## Néologie de spécialité et néologie générale
La néologie de spécialité implique une terminologie dans des domaines spécialisés (professionnel, scientifique, technique). Cette néologie néonymique connue par le petit nombre de personnes relié à ces domaines peut atteindre le grand public : alors que certains termes proposés par des commissions terminologiques ne parviennent pas à s'imposer, d'autres rejoignent la nomenclature des dictionnaires généraux. 
La néologie générale implique des termes qui ont pour but de toucher le grand public. Dans le cas de la néologie journalistique ou de la néologie commerciale, le relais et l'impact de ces domaines concourent à une diffusion bien plus grande que celle restreinte aux personnes de la néologie de spécialité (néologismes d'usage admis par la langue commune et les dictionnaires). Le cas de la néologie littéraire est plus nuancé, notamment avec les néologismes de type hapax qui ne sont émis qu'une fois mais dont la réception est multiple et la diffusion plus aléatoire, tels ceux de Rabelais, Céline ou Frédéric Dard.